# Felix Zrno
Felix Zrno (2. října 1890 Praha – 11. března 1981) byl český sbormistr, hudební skladatel a pedagog.

## Život
Absolvoval učitelský ústav v Praze. Stal se učitelem na obecné škole, ale dále se všestranně hudebně vzdělával. Hru na klavír a na housle studoval u sourozenců Františka Ondříčka a ve skladbě byl žákem Vítězslava Nováka. Kromě toho studoval i zpěv a hudební teorii. Ze hry na housle a ze zpěvu složil státní zkoušky. Nadále však zůstával v základním školství. V letech 1939–1945 byl ředitelem obecné školy.
Po osvobození se stal referentem hudební výchovy Výzkumného ústavu pedagogického a později odborným asistentem na Pedagogické fakultě v Praze. Byl sbormistrem Pěveckého sboru Typografia a Pěveckého sdružení pražských učitelů. Kromě svého skladatelského díla se významnou měrou zasloužil o rozvoj hudební výchovy na školách. Napsal mnoho metodických prací z tohoto oboru a sestavil řadu instruktivních sborníků a zpěvníků.

## Dílo

### Komorní skladby
- Romance pro housle (1914)
- Fantasie (housle, 1931)
- 4 skladby pro troje housle (1949)
- Suita pro violu (1946)
- Variace na píseň „Šlo děvče na trávu“ (1952)
- Tercet (1952)
- Variace na milostnou píseň (1954)
- 5 smyčcových kvartetů (1930, 1939, 1942, 1955, 1959)
- Cestou (suita pro dechový kvintet, 1930)
- Letní den (suita pro dechový kvintet, 1944)
- Tři české tance pro violoncello a klavír (1941)
- Klavírní trio (1948)
- Tři české tance pro dvoje housle, violoncello a klavír (1950)
- Putovali hudci (housle a dechové kvinteto, 1956)
- Vzpomínky z mládí (nonet, 1946)
- Pražská suita (klavír, 1934)
- Z blanického kraje (klavír, 1942)
- Podolská suita (klavír, 1954)
- Jitřní píseň (varhany, 1941)

### Orchestrální skladby
- Vzkříšení jara (symfonická báseň, 1921)
- Hlas temna (1943)
- Prázdniny (1947)
- Tři zpěvy pro baryton nebo alt a orchestr (1919)
- Tři pohanské zpěvy pro ženský sbor a orchestr (1926)
- Zpěvy Slavie pro tenor, sbor a orchestr (1950)

### Kantáty
- Narodil se nám (1941)
- Zpěv lásky k životu (1956)
- Pamatuj (1959)

### Opera
- Klimba (podle J. Zeyera, 1936)

Kromě toho zkomponoval řadu písní, písňových cyklů, sborů, úpravy lidových písní pro zpěv a klavír íi různá sborová obsazení. Vydal několik zpěvníků lidových a umělých písní a hudebně-pedagogických příruček.